# Caridina rajadhari
Caridina rajadhari is een garnalensoort uit de familie van de Atyidae. De wetenschappelijke naam van de soort is voor het eerst geldig gepubliceerd in 1918 door Bouvier.